# Malije Gyerbeti-i járás

A Malije Gyertebi-i járás Kalmükföldön

A Malije Gyertebi-i járás (oroszul Малодербетовский район, kalmük nyelven Баһ Дөрвдә район) Oroszország egyik járása Kalmükföldön. Székhelye Malije Gyertebi.

## Népesség
- 1989-ben 13 630 lakosa volt, melynek 45,4%-a orosz, 43,9%-a kalmük, 3,1%-a dargin, 2,5%-a csecsen, 0,3%-a kazah.
- 2002-ben 10 404 lakosa volt, melynek 49,3%-a kalmük, 44,2%-a orosz, 1,7%-a csecsen, 1,7%-a dargin, 0,5%-a ukrán, 0,2%-a kazah, 0,1%-a német.
- 2010-ben 10 528 lakosa volt, melyből 5 609 kalmük (53,3%), 4 312 orosz (40,6%), 140 dargin (1,3%), 107 csecsen (1%), 47 tatár, 46 koreai, 31 oszét, 25 azeri, 25 ukrán, 22 kazah, 19 grúz, 16 üzbég, 14 örmény, 13 fehérorosz, 13 udmurt, 11 kumik stb.